# Told You So
"Told You So" é uma canção da banda estadunidense de rock Paramore. Foi lançada em 3 de maio de 2017 pela Fueled by Ramen como o segundo single de seu quinto álbum de estúdio After Laughter (2017). Foi composta pela vocalista Hayley Williams e pelo guitarrista Taylor York, foi gravada na cidade natal da banda Nashville, Tennessee. Um vídeo musical para a faixa, dirigido pelo baterista Zac Farro, foi lançado na conta oficial da Fueled by Ramen no YouTube no mesmo dia do lançamento da canção.

## Antecedentes
Numa entrevista para a Beats 1 Radio com Zane Lowe, Hayley Williams afirmou que a canção foi uma das primeiras peças musicais que Taylor York lhe enviou, declarando "Eu tinha um pequeno pen drive e só dirigia o ouvindo, e especialmente indo e voltando da casa de Taylor. E eu cantarolava pequenos sons rítmicas para mim mesma - elas não faziam sentido. Não houve palavras. Mas foi algo que me intimidou porque eu estava tipo, 'Eu tenho todas essas ideias para melodias porque não há muita melodia e muito ritmo acontecendo. É tão inspirador. Mas como vou encaixar o que sinto nisso?' Demorou um minuto."

## Composição
Rolling Stone descreveu a canção como funk-pop "sobre o groove de bateria new wave de Zac Farro e as guitarras aranhadas de Taylor York". Da mesma forma, o site Nerdist disse que a canção tem "um pouco de baixo funk que salta ao fundo enquanto aquele mesmo riff de guitarra tropical que ouvimos em 'Hard Times' aparece por toda parte". Derrick Rossignol da Uproxx, chamou a canção de "música indie pop rock que pega emprestado a sonoridade dos anos 80". Similarmente, Rock Cellar Magazine descreveu a canção como "joia cintilante do indie pop", enquanto Andrew Trendell da NME caracterizou a canção como "electropop de verão" com uma "onda de ritmos tropicais". Setphen Trageser da Nashville Scene chamou a faixa de um "corte elegante do New Wave", e de acordo com a MTV, a canção "pega alguns dos riffs infundidos dos anos 80 que ouvimos em anteriormente em 'Hard Times'".

## Análise da crítica
Marc Hogan da Pitchfork deu à canção uma análise positiva, afirmando: "Há mais em 'Told You So' do que uma modificação inteligente de uma velha frase. Paramore enfrentou sua cota de opositores ao ampliar seu som de suas origens pop-punk". Jordan Sargent da Spin também apreciou a canção como "pontiaguda e fluorescente, construída em torno do tipo de groove de guitarra irregular que o Paramore se tornou muito bom em fazer".

## Vídeo musical
O vídeo foi carregado na conta oficial da Fueled by Ramen no YouTubeem 3 de maio de 2017. Foi dirigido pelo baterista Zac Farro e Aaron Joseph. Farro baseou o vídeo musical nas viagens de carro da banda após as sessões de gravação em Los Angeles. Hayley Williams disse ao The Fader que Farro percebeu que sua "ansiedade e estado geral estavam mais pacíficos na época", afirmando ainda que o fez feliz por vê-la descansar por um momento, "Significa muito que eles conceituaram um vídeo em torno de um momento passageiro que tivemos como amigos". A banda usou o carro atual de Farro para filmar, e gravou o resto na casa do guitarrista Taylor York com um grupo de amigos. Williams disse, "há escuridão e suspense e, em seguida, há uma sensação de unidade nas tomadas da banda completa no carro, onde todos nós vestimos vermelho e dançamos juntos ao som da música". Anna Gaca da Spin disse que o vídeo "apresenta a banda com o estilo de ladrões franceses dentro de um filme de Wes Anderson".

## Créditos
Créditos adaptados do encarte do álbum.
- Kevin "K-Bo" Boettger – engenheiro assistente
- Dave Cooley – engenheiro de masterização
- Carlos de la Garza – mixagem, engenheiro
- Zac Farro – bateria, sinos, teclado, percussão, vocais de apoio
- Justin Meldal-Johnsen – produtor, engenheiro, guitarra baixo, teclado, programação
- Mike Schuppan – engenheiro, mixagem adicional
- Hayley Williams – vocais, teclado, percussão, vocais de apoio
- Taylor York – produtor, mixagem adicional, engenheiro, guitarra, teclado, marimba, percussão, programação, vocais de apoio

## Desempenho nas tabelas musicais
| Tabela musical (2017)                                   | Melhor posição |
| ------------------------------------------------------- | -------------- |
| Escócia (Official Charts Company)                       | 66             |
| Estados Unidos (Billboard Hot Rock & Alternative Songs) | 16             |
| Nova Zelândia (RMNZ)                                    | 7              |
| Reino Unido (Official Charts Company)                   | 84             |